# Karamürsel
Karamürsel est une ville et un district de la province de Kocaeli dans la région de Marmara en Turquie.

## Géographie
Paysage environnant est constitué de montagnes et de forêts.

## Histoire
La ville était une base navale pendant la domination Ottomane.